# Yahya Abdul-Mateen II
Yahya Abdul-Mateen II (New Orleans, 15 juli 1986) is een Amerikaans acteur.

## Biografie
Abdul-Mateen II werd geboren in New Orleans in de staat Louisiana. Hij is de zoon van een islamitische vader, Yahya Abdul-Mateen I (geboren: John Ford) en christelijke moeder, Mary. Hij bracht zijn jeugd door in New Oleans en verhuisde vervolgens naar Oakland. Daar kreeg hij les op de McClymonds High School. Hij studeerde af aan de Universiteit van Californië - Berkeley met een bachelor in de architectuur. Daarna ging hij aan de slag als stadsplanner in San Francisco. Hij droomde altijd van een baan als acteur, dus behaalde hij een diploma aan de Yale School of Drama. In 2016 begon Abdul-Mateen II zijn carrière bij Baz Luhrmanns muzikale dramaserie The Get Down met de rol van Clarence "Cadillac"Caldwell. In 2017 speelde hij de rol van politieagent Gerner Ellebee in de komische actiefilm Baywatch en als acrobaat W.D. Wheeler in de musicalfilm The Greatest Showman. In 2018 vertolkte hij de rol van DC Comics superschurk Black Manta in de film Aquaman. In 2019 speelde hij een van de hoofdrollen in de DC Comics-serie Watchmen.